# Federico Moreno Torroba
Federico Moreno Torroba (Madrid, 3 de març de 1891 - Madrid, 12 de setembre de 1982) va ser un compositor espanyol, un dels més vitals i prolífics conreadors de la sarsuela en el segle xx. També va ser crític musical i compositor de peces simfòniques i de cambra, especialment per a guitarra.

## Biografia

### Inicis
Nascut al si d'una família de músics, va rebre les seues primeres lliçons de son pare José Moreno Ballesteros, qui era organista de l'església de la Concepció i professor d'orgue del Reial Conservatori de Madrid. L'any 1905 va ingressar al Conservatori, on va ser alumne de Conrado del Campo, i cinc anys després va acabar els estudis musicals. Tot i que l'any 1912 va estrenar una petita obra lírica amb la col·laboració de son pare (Las decididas), no va ser fins al 1915 quan va decidir dedicar-se completament a la composició. Aquest mateix any va participar, al piano, en l'estrena del ballet El amor brujo de Manuel de Falla, que va tenir lloc al Teatro de la Latina de Madrid, amb una orquestra dirigida per son pare.
Les seues primeres obres d'èxit van ser de caràcter simfònic. Amb el poema simfònic La ajorca de oro (1918), basat en una llegenda de Gustavo Adolfo Bécquer va guanyar un premi de composició, i va ser estrenat per cèlebre director Enrique Fernández Arbós. L'any següent va estrenar altre poema simfònic, Zoraida, i els seus Cuadros Castellanos. Ambdues obres van ser estrenades per Bartolomé Pérez Casas.
Després de diverses estrenes teatrals, l'any 1925 hauria de ser decisiu per a la seua carrera i també per a la seua vida personal. En primer lloc va aconseguir estrenar l'òpera La virgen de mayo al Teatro Real. Aquesta seria la darrera obra d'autor espanyol estrenada al coliseu madrileny abans del seu tancament aquell mateix any, per perill d'enfonsament. Per altra banda va obtenir el seu primer gran èxit teatral, amb la sarsuela La mesonera de Tordesillas. També va ser nomenat pel general Primo de Rivera empresari del Teatro de la Zarzuela, en companyia de Pablo Luna. Finalment va casar-se amb Pilar Larregla, filla del compositor navarrès Joaquín Larregla.

### Els grans èxits
Des de mitjan dècada del 1920 fins a la Guerra Civil Moreno Torroba va conèixer els seus majors èxits. Entre ells destaca Luisa Fernanda (1932), una de les sarsueles més populars i representades de tota la història del gènere, amb més de 10.000 representacions. També cal esmentar La chulapona estrenada l'any 1934 i que molts crítics consideren fins i tot millor que Luisa Fernanda, així com La marchenera (1928). Tant Luisa Fernanda con La chulapona, potser les seues dues sarsueles més cèlebres —la primera d'elles fins i tot amb una brillant carrera internacional— insisteixen en l'atmosfera d'un Madrid idealitzat, de vegades obertament falsejat, però evocador i fascinant. El «folklore» madrileny emprat per Moreno Torroba no es troba al carrer dels anys 1930 ni als reculls dels musicòlegs, la font n'és la mateixa tradició sarsuelística, d'on arreplega els ritmes europeus (masurques, schottish…) o antillans (havaneres, guajires…) tantes vegades repetits pels seus predecessors en les obres de «género chico»: Ruperto Chapí, Federico Chueca o Tomás Bretón.
A partir de 1930 va dirigir el Teatro Calderón de Madrid, últim reducte de la sarsuela a Madrid. La decisió d'atorgar-li la direcció va ser del duc del Infantado, qui havia adquirit el teatre pagant els deutes contrets per anys de mala gestió. Moreno Torroba va intentar establir-hi un «repertori» basat en els títols incontestables de la sarsuela romàntica i moderna: Jugar con fuego, de Barbieri; Las golondrinas, d'Usandizaga; Doña Francisquita de Vives o La rosa del azafrán, de Jacinto Guerrero; sense oblidar tampoc els seus propis èxits, entre ells l'omnipresent Luisa Fernanda. Aquest teatre, sota la direcció de Moreno Torroba, van comptar amb el suport econòmic del govern de la Segona República, que el va designar com a seu del Teatre Líric Nacional.
L'any 1933 va nàixer el seu fill Federico i l'any 1935 va ingressar a l'Acadèmia de Belles Arts de San Fernando, de Madrid, amb el discurs El casticismo y lo castizo.

### Anys de convulsió
Moreno Torroba, declaradament conservador, anticomunista i tradicionalista, va mantenir una relació difícil amb el govern republicà i va patir situacions compromeses des del punt de vista personal que fins i tot en algun moment van estar a punt de costar-li la vida. Les subvencions que rebia el Teatro Calderón van ser molt criticades des de l'esquerra, que denunciava un ús incorrecte, basat en el lucre personal. No obstant això, un compositor que com Òscar Esplà se situava a l'altra banda de l'espectre ideològic, va declarar que les subvencions eren bastant reduïdes, molt inferiors a les que rebien els teatres nacionals lírics de la resta d'Europa. L'estrena de La chulapona al Teatre Novedades de Barcelona, a l'abril de 1934, va constituir un vertader tumult. Havia circulat el rumor que Moreno Torroba era l'autor d'un himne per a les Joventuts d'Acció Popular. Davant d'un primer crit de «¡Viva el Fascismo!» proferit per un dels espectadors es va desencadenar una baralla en què hi va haver colps i hi ha haver d'intervenir la policia. L'endemà de matí, el músic i els llibretistes es van entrevistar amb el president de la Generalitat, Lluís Companys, per desmentir l'autoria de cap himne i protestar per l'ambient que s'hi estava creant.
En esclatar la guerra, Moreno Torroba va ser detingut i empresonat durant quinze dies sota l'acusació (de nou falsa) de ser l'autor del Cara al sol, l'himne de la Falange Espanyola, en realitat obra de Juan Tellería. El mateix any 1936 va prendre la decisió de refugiar-se en la zona «nacional».

### El prestigi
Amb la finalització de la guerra, Moreno Torroba esdevingué una de les figures més prestigioses del panorama musical espanyol. Dissortadament, el món de la sarsuela estava iniciant un precipitat i definitiu declivi, amb ùna pèrdua constant de públic que ja es detectava en els anys immediatament anteriors a la Guerra Civil. Va provar fortuna amb la revista i l'opereta, sense massa èxit, i va alternar la producció per al teatre amb una intensa activitat de creació en el camp de la música de cambra i simfònica. Amb prop d'un centenar de composicions per a guitarra, és un dels compositors que més ha contribuït a l'enriquiment del repertori per a aquest instrument.
Fins a la seua mort, amb 91 anys, va desplegar una intensa activitat, tant com a creador com com a empresari de sarsuela, com a director d'orquestra i com a gestor cultural. L'any 1974 va accedir a la presidència de la Societat General d'Autors i Editors. Va morir a Madrid el 12 de setembre de 1982 a causa d'una embòlia cerebral, amb infecció urinària i pulmonar. Està enterrat a la Sacramental de San Justo, Madrid, al pati de Santa Gertrudis, secció baixa, nínxol d'adults lateral, pas cobert, núm. 9.

## Obres
Llista no exhaustiva
- 1902 Las decididas, fantasia en un acte, llibret de Tomás Rodríguez Alenza. Teatro Lara (Madrid), 27 de maig (en col·laboració amb son pare, José Moreno Ballesteros
- 1918 La ajorca de oro, poema simfònic
- 1919 Zoraida, poema simfònic
- 1919 Cuadros castellanos per a orquestra
- 1920 La leyenda de santa Cecilia, per a orquestra
- 1920 Cuidado con la pintura, sarsuela en un acte. Music-Hall de Madrid, 12 de maig.
- 1920 Las fuerzas ocultas, humorada en un acte, llibret d'Antonio Plañiol. Teatro de la Latina (Madrid), 15 de juny.
- 1920 Artistas para fin de fiesta, sarsuela en un acte, llibret de Miguel Mihura i Ricardo González del Toro. Teatro de la Latina (Madrid), 28 de desembre.
- 1923 Sonatina, per a guitarra i orquestra
- 1923 La mujer de nieve, sarsuela en tres actes, llibret de Pedro Muñoz Seca i Pedro Pérez Fernández. Teatro Cómico de Madrid, 8 de desembre.
- 1925 Una intriga de amor, sarsuela en dos actes, llibret d'Antonio Plañiol i Fernando Luque. Teatre Tívoli de Barcelona, gener.
- 1925 La virgen de mayo, òpera, llibret de Paul Max i Fernando Luque. Teatro Real de Madrid, 14 de febrer (darrera estrena d'uyna òpera espanyola abans del seu tancament).
- 1925 La caravana de Ambrosio, capricho africano en dos actes, llibret de Fernando Luque i Enrique García Álvarez. 18 de maig.
- 1925 La mesonera de Tordesillas, sarsuela en tres actes, llibret de Rafael Sepúlveda i José Manzano. Teatro de la Zarzuela (Madrid), 30 d'octubre.
- 1926 La Mariblanca, sarsuela en dos actes, llibret de Ricardo González de Toro i Ricardo Hernández Bermúdez. Teatro de la Zarzuela, 4 de març.
- 1926 Colasín o El chico de la cola, sainet en dos actes, llibret d'Enrique Calonge i Rafael Sepúlveda. 6 de maig.
- 1926 La pastorela. 10 de desembre
- 1928 La marchenera, sarsuela en tres actes, llibret de Ricardo González de Toro i Fernando Luque. Teatro de la Zarzuela, 7 d'abril.
- 1928 Cascabeles, sarsuela en dos actes, llibret de José Mª Martín i José Tellaeche. Teatro Apolo de Madrid, 20 de desembre.
- 1929 Baturra de temple, sarsuela en dos actes, llibret de Víctor Redondo del Castillo. Teatro Circo de Saragossa, 5 de novembre.
- 1930 Adaptació com a òpera de la sarsuela La tempranica de Gerónimo Giménez, amb estrena al Teatro Calderón de Madrid, el mes de maig, amb el títol María la tempranica. Adaptació del llibret a càrrec de Ricardo González de Toro.
- 1932 Luisa Fernanda, comèdia lírica en tres actes, llibret de Federico Romero i Guillermo Fernández-Shaw. Teatre Calderón de Madrid, 26 de març.
- 1932 Azabache, sainet líric en tres actes, llibret d'Antonio Quintero i Pascual Guillén. Teatre Calderón de Madrid, 18 d'agost
- 1932 El aguaducho, entremès en un acte, llibret de Federico Romero i Guillermo Fernández-Shaw. Barcelona, juny.
- 1933 Xuanón, comèdia lírica en dos actes, llibret de José Ramos Martín. Teatre Calderón de Madrid, 2 de març.
- 1933 Ayer y hoy, sarsuela en un acte, llibret de Luis Calvo i Antonio Palacios. Barcelona, octubre.
- 1934 La chulapona, comèdia lírica en tres actes, llibret de Federico Romero i Guillermo Fernández-Shaw. Teatre Calderón de Madrid, 31 de març. Aquesta obra l'interpretà centenars de vegades la soprano segoviana Felisa Herrero.
- 1935 Paloma Morena, sarsuela en tres actes, llibret de Francisco Serrano Anguita i José Tellaeche. Teatro Colón (Buenos Aires), 7 de novembre.
- 1936 La boda del señor Bringas o Si te casas la pringas, sainet madrileny en tres actes, llibret d'Anselmo C. Carreño i Francisco Ramos Castro. Teatro Calderón de Madrid, 2 de maig.
- 1936 Sor Navarra, sarsuela en tres actes, llibret de Luis Francisco Tejedor i José Muñoz Lorente. Teatro Victoria Eugenia de Sant Sebastià, 7 de desembre.
- 1938 Oro de ley, sainet en dos actes, llibret de Luis Candela Gallego, Manuel Merino i Manuel de Góngora. Teatro Victoria Eugenia de Sant Sebastià, novembre.
- 1939 El maleficio, sarsuela en tres actes, llibret de Serafín i Joaquín Álvarez Quintero. Teatro Victoria Eugenia de Sant Sebastià, 30 de novembre.
- 1939 Monte Carmelo, comèdia lírica en tres actes, llibret de José Muñoz Lorente i Guillermo Fernández-Shaw. Teatre Calderón de Madrid, 17 d'octubre.
- 1940 Tú eres ella, comèdia musical en tres actes, llibret de José Muñoz Lorente i Luis Francisco Tejedor. Teatre Calderón de Madrid, 26 d'abril.
- 1940 Escalera de color, comèdia en tres actes, llibret de Leandro Navarro. Teatre Poliorama de Barcelona, 4 de setembre.
- 1941 Maravilla, comèdia lírica en tres actes, llibret de Luis Fernández Ardavín. Teatro Fontalba, Madrid, 12 d'abril.
- 1942 La Caramba, sarsuela en tres actes, llibret de Luis Fernández Ardavín. Teatro de la Zarzuela, Madrid, 20 d'abril.
- 1943 La ilustre moza, sarsuela en tres actes, llibret de José Muñoz Lorente i Luis Francisco Tejedor. Teatre Tívoli, Barcelona, 3 de març.
- 1944 Polonesa, comèdia lírica en tres actes, llibret d'Adolfo Torrado i Jesús María de Arozamena, basada en la vida de Frédéric Chopin. Teatro Fontalba, Madrid, 27 de gener.
- 1944 La niña del cuento, sainet en dos actes, llibret de Francisco Ramos de Castro i Anselmo C. Carreño. Teatro Fontalba, Madrid, 20 de maig.
- 1945 Baile de trajes, sarsuela en tres actes, llibret de Luis Fernández Ardavín i Juana Serrano Gala. Teatro de la Zarzuela, Madrid, 6 de juny.
- 1946 Lolita Dolores, sarsuela en tres actes, llibret d'Arturo Cuyás de la Vega i José Vega Lastra. Teatre Calderón, Madrid, 20 d'abril.
- 1946 El duende azul, opereta en dos actes en col·laboració amb Joaquín Rodrigo, llibret d'Eduardo Castell i Rafael Vilaserca. Teatro Calderón, Madrid, 22 de maig.
- 1947 Los laureles o Soy el amo, sainet en tres actes, José Muñoz Lorente i Luis Francisco Tejedor. Teatro Fuencarral, Madrid, 10 de maig.
- 1948 La niña del polisón, sarsuela en tres actes, llibret de Leandro Navarro i Fernando de Lapi Medina. Teatre Calderón, Barcelona, 14 de juliol.
- 1949 El cantar del organillo, sarsuela en tres actes, llibret de Luis Fernández Ardavín. Teatro de la Zarzuela, Madrid, 16 d'abril.
- 1951 El tambor del Bruch, sarsuela en tres actes, llibret d'Ignacio F. Iquino i Francisco Prada. Teatre Borràs, Barcelona, 19 d'octubre.
- 1952 Las matadoras, comèdia musical en dos actes, llibret de Luis Fernández de Sevilla i Luis Francisco Tejedor. Teatro de la Zarzuela, Madrid, 12 d'abril.
- 1952 Sierra Morena, opereta en tres actes, llibret de Luis Fernández Ardavín. Teatro de la Zarzuela, Madrid, 13 de desembre.
- 1954 A lo tonto, a lo tonto, revista en dos actes, llibret de Leandro Navarro i V. De l'Hotellerie Faloise. Teatre Principal, Alacant, 2 d'octubre.
- 1956 Bromas y veras de Andalucía, òpera de cambra. Ateneo Madrileño.
- 1957 María Manuela, sarsuela en tres actes, llibret de Rafael i Guillermo Fernández-Shaw. Teatro de la Zarzuela, Madrid, 1 de febrer.
- 1959 Concierto de Castilla
- 1960 Baile en capitanía, sarsuela en tres actes, llibret d'Agustín de Foxá. Teatro de la Zarzuela, Madrid, 16 de setembre.
- 1961 El rey de oros, comèdia musical en tres actes, llibret de Luis Fernández de Sevilla i Luis Francisco Tejedor. Teatro Cómico, Madrid, 19 d'abril.
- 1961 Colomba, comèdia musical en dos actes, en col·laboració amb Fernando Moraleda, llibret de Jesús María de Arozamena i Luis Francisco Tejedor. Teatro Alcázar, Madrid, 14 de desembre.
- 1965 Rosaura, sarsuela en dos actes, llibret de Luis Francisco Tejedor. Teatro Colón, Bogotá, 12 de març.
- 1974 Diálogo, per a guitarra i orquestra
- 1976 Concierto flamenco
- 1977 Concierto Ibérico, per a quatre guitarres i orquestra
- 1979 Fantasia castellana, per a piano i orquestra.
- 1980 El poeta, òpera, llibret de José Méndez Herrera, sobre la vida de José de Espronceda. Teatro de la Zarzuela, Madrid, 19 de juliol.
- 1982 Don Quijote, ballet